# Saguenay-Lac-Saint-Jean
Saguenay–Lac-Saint-Jean è una regione amministrativa della provincia del Québec, situata sulla riva nord del fiume San Lorenzo. Ha una superficie di 95.893 km², e nel 2006 possedeva una popolazione di 274.095 abitanti.

## Suddivisioni
La regione si compone di 4 municipalità regionali di contea.
Municipalità Regionali di Contea
- Lac-Saint-Jean-Est, con capoluogo la città di Alma
- Le Domaine-du-Roy, con capoluogo la città di Roberval
- Le Fjord-du-Saguenay, con capoluogo la città di Saguenay
- Maria-Chapdelaine, con capoluogo la città di Dolbeau-Mistassini
- Ferland-et-Boilleau

Municipalità al di fuori delle MRC:
- città di Saguenay

Riserve indiane autoctone al di fuori delle MRC
- Riserva Indiana di Mashteuiatsh